# Список полных кавалеров ордена Трудовой Славы (Башкортостан)
Орден Трудовой Славы
В списке представлены полные кавалеры ордена Трудовой Славы из БАССР за время, прошедшее с момента учреждения советского ордена Трудовой Славы в 1974 году до прекращения существования СССР в 1991 году.
- Абдуллин, Гафар Абдуллович
- Асылгужин, Гайсар Бахтигареевич
- Бадертдинов, Рагиб Марвартдинович
- Биккулов, Мунир Караматович
- Большаков, Виктор Григорьевич
- Ивушкин, Владимир Иванович
- Ишкильдин, Люцир Мирзаянович
- Кожевников, Павел Андреевич
- Махмутов, Фавир Шарифуллинович
- Мусин, Сафар Гайсарович
- Назаров, Николай Григорьевич
- Наркевич, Иван Иосифович
- Немкова, Татьяна Ивановна
- Пегишев, Юрий Петрович
- Ступников, Анатолий Петрович
- Тяптин, Виталий Михайлович
- Ханова, Разифа Салиховна